# Malimbus cassini
El malimbo de Cassin (Malimbus cassini) es una especie de ave paseriforme de la familia Ploceidae propia de África central

## Distribución
Se encuentra en Camerún, República Centroafricana, República del Congo, República Democrática del Congo, Guinea Ecuatorial, Gabón, y Ghana.